# 沙上人
沙上是中國江蘇沿海地區的族群，在北起江苏射阳北部、南至上海奉贤南端，绵延1000多里的沿海地区和长江口两岸的14个县市中，都有被称作沙上人的聚居人群，其人口分布情况大致如下：
- 江苏地区
  - 启东南部 约100万（按沙上人居住的土地面积折算）
  - 海门南部 约60~70万
  - 通州(原南通县)南部和东北部约25~30万
  - 南通市郊 约15万
  - 如东东部 约20万
  - 海安东北部约l0万
  - 大丰东部 约20万
  - 射阳东部 约20万
  - 东台东部 约10~15万
  - 张家港北部约 约25~30万（沙上人居住地占该市50％ ，可能不止，约数）
- 上海地区
  - 崇明全岛 约70万（除去农场上海知青）
  - 宝山东部 约10万
  - 南汇东部 约10万
  - 奉贤南部 约5万